# Mario Kart 64
Mario Kart 64 är det andra spelet i Mario Kart-serien. Spelet utvecklades av Nintendo och gavs ut till Nintendo 64 1996.

## Handling
Det gäller att komma först i mål på alla banor och man kan spela mot kompisar eller mot CPU-spelare. Man kan välja att spela som olika figurer, till exempel Mario, Prinsessan Peach, Luigi och Donkey Kong. Det finns flera banor att välja mellan, och så finns det olika cuper med flera olika banor i varje. Spelarna kan dessutom köra strid, en så kallad "battle", mot varandra. Då finns det fyra banor att välja bland.

## Spelbara karaktärer
- Mario
- Luigi
- Prinsessan Peach
- Yoshi
- Toad
- Donkey Kong (ny sedan Super Mario Kart)
- Wario (ny sedan Super Mario Kart)
- Bowser

Rollfigurerna Donkey Kong Jr. och Koopa Troopa, som fanns i Super Mario Kart, var inte spelbara i Mario Kart 64. I förhandsvisningen av Super Mario 64 fick man se alla spelbara rollfigurerna. En av dem var en "Magikoopa", troligtvis Kamek, men innan spelet slutgiltigt släpptes byttes den rollfiguren ut mot Donkey Kong.

### Fotnoter
1. ↑  ”Mario Kart 64 on VC”. Nintendolife.com. http://vc.nintendolife.com/games/n64/mario_kart_64. Läst 25 september 2011.
2. ↑  ”Kenta Nagata”. Square Enix Music Online. http://www.squareenixmusic.com/composers/nintendo/nagata.shtml. Läst 25 september 2011.